# Michail Siwakou
Michail Sjarhejewitsch Siwakou (belarussisch Міхаіл Сяргеевіч Сівакоў; * 16. Januar 1988 in Minsk, Belarussische SSR) ist ein belarussischer Fußballspieler.

## Karriere

### Verein
Sivakov kam aus der Fußballschule von BATE Baryssau (auch bekannt als BATE Borissow) und wurde 2005 in den Profikader übernommen und spielte dort bis 2008. Danach wechselte er zu Cagliari Calcio, wo er sich jedoch nie richtig durchsetzen konnte, sodass Leihstationen bei Piacenza Calcio und Wisła Krakau folgten. Doch aufgrund seiner unzufriedenen Situation verließ er Cagliari und schloss sich dem SV Zulte Waregem an. Doch auch dort fand er sich nicht zurecht und wechselte 2012 zurück zu seinem früheren Verein BATE Baryssau.

### Nationalmannschaft
Sivakov spielte in vielen Jugend- und Auswahlmannschaften von Belarus. 2010 bestritt er sein Länderspieldebüt für die Belarussische Fußballnationalmannschaft.

## Erfolge
- Belarussische Meisterschaft: 2006, 2007, 2008, 2012
- Belarussischer Fußballpokal: 2006
- Polnische Meisterschaft: 2010/11
- Belarussischer Fußball-Supercup: 2013